# Participe présent
Das Participe présent ist eine in der französischen Sprache gebrauchte Verbform, die einen Nebensatz verkürzt. Es hat Ähnlichkeit mit dem Gérondif und ist in der deutschen Sprache nicht vorhanden.

## Bildung des Participe présent
Wie der Gérondif wird das Participe présent aus dem Stamm der 1. Person Plural Präsens und der Endung -ant gebildet. Es steht jedoch ohne die Präposition en. 
Das Participe présent drückt keine Zeit aus und ist unveränderlich. Es muss immer eine Ergänzung bei sich haben.
Croyant que la banque était ouverte, Charlotte partait en ville.

Da sie glaubte, dass die Bank geöffnet sei, fuhr Charlotte in die Stadt.

Im Gegensatz zum Gérondif können in Sätzen mit Participe présent zwei verschiedene Subjekte vorkommen, z. B.:

Mon frère Julien étant malade, je dois rester à la maison aujourd'hui.

Da mein Bruder Julien krank ist, muss ich heute zu Hause bleiben.

### Sonderformen
- étant (être)
- ayant (avoir)
- sachant (savoir)

## Verwendung desParticipe présent
Mit dem Participe présent kann man Sätze verkürzen. Es wird fast ausschließlich in der Schriftsprache verwendet.
Im Unterschied zum Gérondif muss es immer eine Ergänzung haben. Das Participe présent kann folgende Sätze verkürzen:
- temporaler Nebensatz (→quand, pendant que): Entrant dans le magasin, l'homme voit une fille voler quelque chose. (Quand il entre...)
- Relativsatz (→qui): La fille souriant gentiment me plaît. (La fille qui sourit...)
- kausaler Nebensatz (→parce que, comme, puisque): Ayant très peur, la fille criait. (Comme elle avait très peur...)
- Beiordnung (→et): Écoutant de la musique, je fais mes devoirs. (J'écoute de la musique et je fais...)
- konzessiver Nebensatz (→bien que, quoique): Je commence avec mes devoirs ayant encore faim. (Bien que j'aie encore faim...)

Das Participe présent ist meistens formgleich mit dem Adjectif verbal, z. B. une chaise roulante. Da das Adjectif verbal wie ein normales Adjektiv behandelt wird, wird es  im Gegensatz zum Participe présent auch genauso angeglichen; darüber hinaus steht es in der Regel ohne Ergänzung. Bei einzelnen Verben unterscheidet sich das Participe présent morphologisch vom Adjectif verbal, so etwa fatiguant (P.p.) vs. fatigant (A.v.) oder provoquant vs. provocant.